# 麺窩
麺窩（めんか、ミャン・オー）は武漢地方で食される小吃で、米を用いた麺料理、揚げ物料理である。ドーナツのように中央に穴が空いているが、ネギとショウガが入った塩味の軽食である。
麺窩の歴史は説話によると清の光緒年間で、当時礄口区漢正街道で焼き餅の屋台を営んでいた昌智仁という店主が、餅の売れ行きが悪いので考案したのが始まりとされる。この新しい料理は何という名かと尋ねられ、昌はとっさに「これは麺の巣（窩）だ」と答え、それが今に伝わったという。
麺窩は米と大豆を一緒に砕き、ライスミルクと豆乳を合わせたような生地に刻んだネギとショウガ、ゴマを入れ、塩で味を整えて油で揚げる。生地が緩いので、揚げる際は中央が山なりに盛り上がった専用のお玉に注ぎ入れる。このお玉によってドーナツ状に揚げ上がる。

## 苕麺窩
武漢では苕と呼ばれるサツマイモをさいの目切りにし、これを溶き卵と米粉と混ぜ合わせて油で揚げた、「苕麺窩」と呼ばれるお菓子もある。